# Ка ди Вара (Ла Специја)
Ка ди Вара је насеље у Италији у округу Ла Специја, региону Лигурија.
Према процени из 2011. у насељу је живело 6 становника. Насеље се налази на надморској висини од 130 м.